# Tomb Raider 3 : Les Aventures de Lara Croft
Pour les articles homonymes, voir Tomb Raider (homonymie).
Tomb Raider 3 : Les Aventures de Lara Croft (Tomb Raider III: Adventures of Lara Croft en version originale) est un jeu vidéo d'action-aventure sorti en novembre 1998. Il est le troisième volet de la série Tomb Raider.
Le jeu reprend en grande partie le gameplay du premier épisode, et du second. De nouveaux mouvements (comme sprinter ou ramper, voire conduire un quad ou un kayak), armes et tenues font leur apparition, et comme à chaque nouvel épisode, des polygones supplémentaires débarquent pour arrondir les textures.
Contrairement aux précédents opus, Tomb Raider 3 est considéré par beaucoup de fans comme l'épisode le plus long et le plus difficile de la saga, notamment en raison de ses niveaux vastes, sombres et labyrinthiques.
Malgré sa difficulté et les critiques mitigé qu’il a reçu, le jeu est un succès commercial.

## Scénario
L'histoire débute il y a des millions d'années, lorsqu'une météorite s'écrase sur Terre à l'époque de la Pangée. C'est en fouillant l'emplacement de sa chute — devenu l’Antarctique depuis la dérive des continents — qu'une équipe de scientifiques de la compagnie britannique RX-Tech, conduite par le Docteur Willard, découvre par hasard des statues identiques aux moaï de l'île de Pâques, ainsi qu'une tombe de fortune d'un marin anglais.

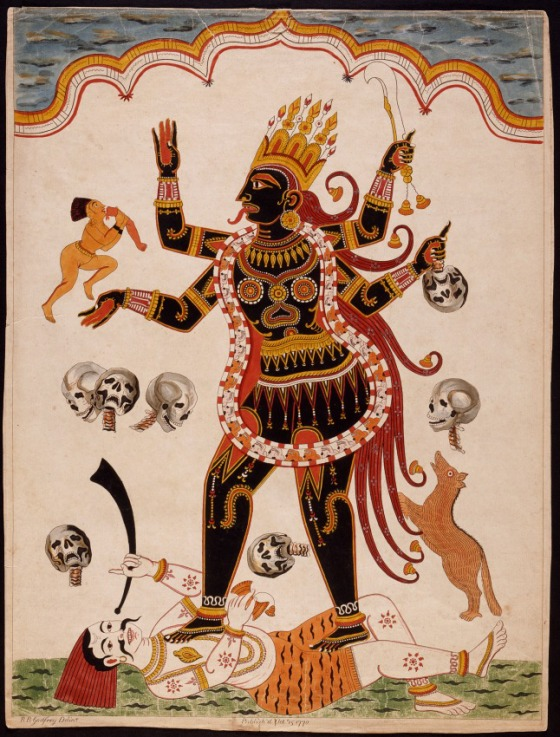
Lara fera la rencontre des statues de la déesse hindoue Kali dans les ruines du Temple.

Plus tard cette même année, Lara Croft tente d'atteindre les ruines d'un temple hindou perdu dans la jungle indienne afin de retrouver la pierre de la tribu Infada. Aux abords du temple, elle rencontre Tony, un pilleur de tombes américain semblant souffrir de troubles paranoïaques. Il indique à la jeune archéologue que ses camarades Randy et Rory sont pris au piège à l'intérieur du temple. Indifférent à leur sort, il laisse Lara explorer seule le sanctuaire. Celle-ci découvre que les Américains sont tous les deux morts, affreusement mutilés. Elle s'extrait alors du temple qui s'effondre, puis part à la poursuite de Tony en longeant les rives du Gange jusqu'aux grottes de Kaliya. Là-bas, Tony tente de l'éliminer grâce aux pouvoirs de la pierre Infada.
Une fois la pierre en sa possession, Lara rencontre le docteur Willard qui avait chargé les Américains de retrouver la relique.
Dès lors, il informe Lara que la pierre fut sculptée à partir d'une météorite par les Mélanésiens à l'époque où ceux-ci vivaient en Antarctique, et qu'il n'existe pas un, mais quatre artefacts extraits du même matériau, éparpillés dans le monde entier par des marins du HMS Beagle (navire ayant servi aux expéditions de Charles Darwin) de retour d'une expédition au pôle Sud. Le biologiste écossais indique à la célèbre archéologue qu'une des reliques se trouve dans le Pacifique Sud, une autre à Londres et la dernière dans le Nevada. Intriguée, Lara accepte de partir à leur recherche pour le compte de Willard.
Sur une île de Mélanésie peuplée d'indigènes cannibales, Lara rencontre des militaires australiens dont l'avion s'est écrasé en pleine jungle. Leur supérieur, blessé et prisonnier dans une des cases indigènes, indique à l'aventurière quel chemin emprunter pour traverser un marais qui mène au lieu du crash de leur appareil. Après avoir surmonté des attaques de dinosaures, Lara apprend ensuite par l'un des indigènes qu'à l'époque où leurs ancêtres vivaient en Antarctique, l'un de leurs chefs, Moki, était né sans visage. Après une terrible tempête, ces derniers, effrayés, se sont enfuis de cette terre qu'ils jugeaient maudite. Plus tard, au XIXe siècle, l'un des marins de Charles Darwin est venu sur leur île avec l'une des pierres trouvée en Antarctique. Les Mélanésiens lui ont alors reprise après l'avoir dévoré. Depuis, leur chef Puna jouit des pouvoirs de cette pierre, appelée Dague d'Ora. Après avoir traversé son temple truffé de pièges, Lara éliminera le sorcier et récupérera la relique.

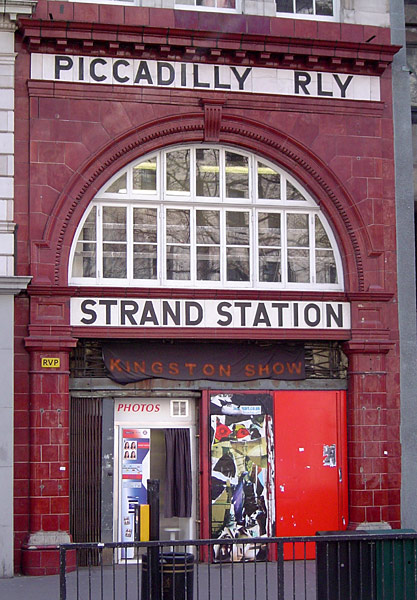
Le niveau d'Aldwych est directement inspiré de la station londonienne désaffectée du même nom.

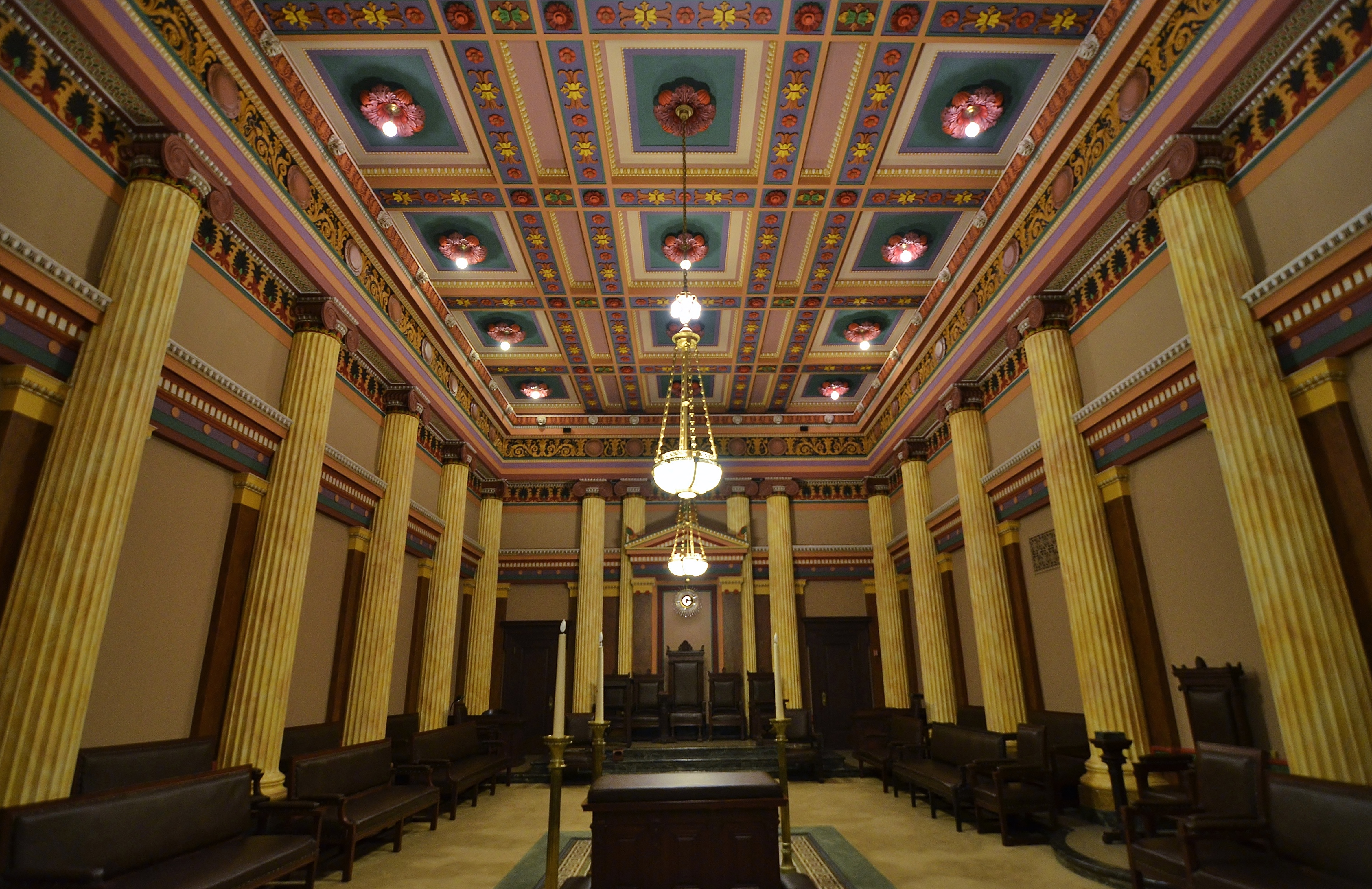
En explorant les tunnels de la station abandonnée d'Aldwych, Lara découvrira une loge maçonnique.

À Londres, Lara explore les quais de la Tamise, où elle tombe sur une horde de mercenaires travaillant pour une dénommée Sophia Leigh, une riche femme d'affaires spécialisée dans les cosmétiques. Avant de mourir accidentellement au sommet d'un des clochers de la cathédrale Saint-Paul, un des mercenaires révèle à Lara que bien qu'il travaille pour elle depuis des années, il n'a jamais vu vieillir sa patronne. Cela intrigue suffisamment notre héroïne qui décide de passer par la station de métro désaffectée d'Aldwych pour atteindre Miss Leigh. Après avoir exploré ses tunnels ainsi qu'une loge maçonnique, Lara rencontre les Damnés : d'anciens employés de Miss Leigh qui après avoir servi de cobayes pour ses produits ont été défigurés puis laissés pour morts dans les égouts. À la suite de ces expériences, il semble qu'elle ait toutefois réussi à concevoir un fluide d'immortalité à partir d'une des reliques, appelée Œil d'Isis, qui fut rapporté en Angleterre par un des marins du Beagle. Le chef des Damnés — qui sont eux aussi devenus immortels, mais dont la chair pourrit — propose d'ouvrir un raccourci à Lara en échange d'un liquide d'embaumement pour momie qui se trouve dans un musée. Celle-ci accepte et atteint le bureau de Miss Leigh à la City. Cette dernière tente d'acheter Lara en lui proposant de devenir la nouvelle égérie de sa marque de cosmétiques. Celle-ci en profite pour lui révéler que ses cobayes sont toujours vivants et que tout ce qui l’intéresse, c'est la pierre. Sophia Leigh s'enfuit et tente de tuer Lara à l'aide de l'Œil d'Isis, mais finit électrocutée à la suite de l'explosion d'un transformateur.
Dans le désert du Nevada, Lara tente de pénétrer une base de l'armée depuis une colonie pénitentiaire. Celle-ci est alors appréhendée par la police militaire américaine qui la soupçonne d'être une écoterroriste. Lara parvient à s’échapper de la prison avec l'aide d'autres détenus, puis s'introduit clandestinement dans la fameuse Zone 51. Elle découvre alors que les militaires gardent l'une des pierres, appelée Objet 115, à l’intérieur d'un vaisseau spatial extra-terrestre.
Une fois les quatre pierres réunies, Lara Croft part pour l'Antarctique pour les rapporter à son employeur. Après avoir survécu au crash de son hélicoptère, celle-ci est confrontée à d'anciens employés de RX-Tech devenus mutants. Willard lui confirme alors le caractère mutagène de la météorite. Jadis vénérée par les Mélanésiens qui vivaient sur place, celle-ci a la capacité de multiplier les gènes qui contrôlent les caractères héréditaires, faisant muter en monstres tous ceux qui s'en approchent. Devenu fou, le biologiste s'empare des pierres pour extraire la météorite de son cratère afin d'engendrer une nouvelle race d'hommes mutants, poursuivant l'évolution de l'être humain évoquée par Charles Darwin. Lara part à sa poursuite afin de l’empêcher d'accomplir ce projet.
Lara explore les mines de la compagnie RX-Tech pour finalement atteindre les vestiges de Tinos (Tinnos, dans la version originale). Au cœur de cette cité souterraine, elle découvre Willard qui, après avoir remis les pierres à leurs emplacements originels, se jette dans le cratère de la météorite. Lara récupère une par une les pierres et tue Willard, devenu une araignée mutante.
De retour à l'air libre, Lara doit affronter un commando britannique chargé d'éliminer les mutants, ainsi que tout témoin gênant présent sur le site RX-Tech. Elle les élimine et parvient à s'enfuir en hélicoptère.

## Système de jeu
Plusieurs améliorations graphiques incluent des lumières colorées dynamiques, des eaux en mouvement, de nouveaux effets de réflexion et de brouillard, de nouvelles conditions climatiques évoluant en temps réel, possibilité de choisir son chemin dans les niveaux. Le premier « monde » (l'Inde) est imposé, ainsi que le dernier (l'Antarctique). Entre les deux, le joueur peut choisir dans quel ordre il effectuera les trois autres mondes (Londres, le Nevada ou le Pacifique Sud).
De nouveaux véhicules font leur apparition : kayak, quad, hydro-propulseur. Ainsi que de nouvelles armes : lance-roquettes, MP5. Sans oublier de nouveaux mouvements : Lara peut ramper, plonger à terre et s'agripper à certains plafonds. Les créateurs essaient d'expérimenter des nouveaux concepts comme les embranchements multiples, la furtivité. Cela dit, la recette reste fondamentalement la même que les précédents opus de la série.

### Mouvements et interactions
Lara reprend les mêmes mouvements des premiers opus. Mais elle peut désormais s'accroupir et ramper, sprinter et encore s'accrocher à certains plafonds qui le permettent. Lara interagit toujours avec son environnement, outre les classiques blocs à pousser et les leviers, elle retrouve les fameuses tyroliennes. Mais on ne note pas d'évolution importante à ce niveau par rapport à Tomb Raider 2. Une nouvelle barre d'énergie apparaît (en plus de celle du sprint) qui limite l'immersion dans les eaux glacées (Antarctique).

### Items
Lara retrouve ses forces grâce à des trousses de soins de deux types, les petites qui restaurent la moitié de la barre de vie et les grandes qui en soignent la totalité. Les cristaux de sauvegarde sont de retour pour la version PlayStation mais à la différence qu'ils peuvent être utilisés n'importe-où.
Les cristaux sont également présents sur la version PC ; ils ne servent pas à sauvegarder mais ont le même effet qu'une petite trousse de soin. Quant aux sauvegardes, elles se font à la demande.
L'inventaire des items est cette fois bien conséquent compte tenu de la variété des niveaux : Lara devra partir à la quête de clés d'Indra, cimeterres, disques de code d'accès, passe de sécurité, détonateur, maillet maçonnique, clés de Salomon, carte des marais, leviers et autres. Les secrets sont sous la forme de cristaux ou de munitions cachées.

### Pièges, énigmes et ennemis
De nouvelles énigmes et pièges plus ardus font leur apparition. On note les murs acérés en mouvement, les plates-formes invisibles (bien qu'une plate-forme invisible soit utilisée pour obtenir un secret dans le premier opus), les fléchettes empoisonnées, les sables mouvants…
Les ennemis se veulent de plus en plus variés. Il faudra faire attention à certains ennemis qui peuvent donner l'alerte. Des lasers ou des ennemis supplémentaires peuvent faire alors leur apparition.

### Liste des niveaux
- Royaume-Uni : La demeure de Lara (niveau d'entraînement)
- Inde :

1. La jungle
2. Les ruines du Temple
3. Le Gange
4. Les grottes de Kaliya

- États-Unis ( Nevada) :

1. Le désert du Nevada
2. Quartier de haute sécurité
3. La Zone 51

- Papouasie-Nouvelle-Guinée :

1. Le village côtier
2. Le lieu du crash
3. La gorge de Madubu
4. Le Temple de Puna

- Royaume-Uni (Londres) :

1. Les quais de la Tamise
2. Aldwych
3. Le portail du Lude*
4. La ville*

- Antarctique :

1. L'Antarctique
2. Les mines de RX-Tech
3. La cité perdue de Tinos
4. La caverne du météore

- Royaume-Uni (Londres) : L'église Hallows* (niveau bonus)

* Ces titres de niveaux ont mal été traduits. « Le portail du Lude » correspond certainement à Ludgate, une des sept portes historiques de la Cité de Londres (démolie en 1760). Cette Cité, qui représente le Londres historique (Londinium), est actuellement un centre financier mondial, plus connue sous le nom de « City ». Cette dernière dénomination a été donnée comme nom au niveau suivant, évocateur de l'économie britannique (ainsi que de l'importance acquise par Miss Leigh grâce à l'artéfact), traduit en français par un banal « La ville ». Enfin, « L'église Hallows » (titre original : All Hallows) fait peut-être référence à l'église All Hallows-by-the-Tower (bien que l'intérieur soit différent, ce qui prouve que le niveau mélange plusieurs églises existantes), situé près de la Tour de Londres et construit sur des ruines romaines. Des vestiges sont d'ailleurs visibles dans la crypte, qui rappelle justement celle inondée que visite Lara dans ce niveau.
Ce niveau bonus devait probablement être inséré entre le premier et le second niveau à Londres, ce qui aurait sans doute rendu le passage londonien trop long. Inachevé, il a donc été inséré en bonus à la fin. Cela voudrait dire que normalement, au lieu que Lara chute directement d'un clocher de la cathédrale Saint-Paul jusqu'aux profondeurs du métro londonien (comme elle le fait dans la version finale du jeu), elle aurait dû passer par la fameuse église (elle arrive d'ailleurs sous les toits au début du niveau bonus) et aurait abouti au métro par la crypte. Ce qui parait d'ailleurs plus logique.

### Tenues
Lara change de tenue au cours du jeu. Elle commence l'aventure en Inde dans sa célèbre tenue du petit haut moulant vert et du short brun. Pour le Nevada, elle revêt un battle camouflage bleu foncé et un débardeur bleu marine. Elle visitera les toits de Londres dans une combinaison de cuir noir et affrontera les chaleurs du Pacifique Sud en mini-short vert et petit haut bleu-azur. Enfin, pour affronter les rudes et extrêmes températures de l'Antarctique, elle sera forcée de tronquer sa tenue habituelle pour un battle camouflage gris et blanc et un anorak orange.
Pour le niveau d'entraînement dans sa demeure, elle porte un battle camouflage brun et un petit haut brun.

## Développement

### Équipe de développement
- Programmeurs : Chris Coupe, Martin Gibbins
- Programmation IA : Tom Scutt
- Animateurs : Phil Chapman, Darren Wakeman, Jerr O'Carroll
- Concepteurs de niveaux : Peter Duncan, Jamie Morton, Richard Morton, Andy Sandham
- Cinématiques : Peter Barnard, David Reading
- Illustrations additionnelles : Matt Charlesworth, Mark Hazleton
- Musique : Nathan McCree
- Effets sonores : Martin Iveson
- Effets sonores additionnels : Matthew Kemp
- Script : Vicky Arnold

## Doublage
En version originale, Lara Croft est doublée par Judith Gibbins.
En français, Lara Croft est incarnée par Françoise Cadol. Les personnages secondaires sont incarnés par d'autres comédiens : Céline Monsarrat, Cyrille Artaux, Serge Faliu, Hervé Caradec, Frédéric Cerdal et Bernard Bolet.

## Accueil
Si, comme ses prédécesseurs, Tomb Raider III rencontre un grand succès commercial, c'est en dépit de critiques moins élogieuses que pour ces derniers.
Jérôme Stolfo de Jeuxvideo.com attribue au jeu la note de 16/20. Il estime que « Tomb Raider 3 déçoit un peu par son manque d'innovation [mais] reste un excellent jeu. »
Le grand nombre de bugs présents dans le jeu interpelle certains critiques. Un mois après le test, Christophe Delpierre les répertorie sur trois pages dans PlayStation Magazine. Il résume : « On peut diviser les bugs dont souffre TRIII en plusieurs catégories. Il y en a des graves, d'autres de moindre importance, il y en a des drôles, d'autres qui influent sur l'aspect graphique ou encore la jouabilité… Au moins, de ce côté-là, le titre joue la carte de la diversité. »

## Postérité

### Extension
À l'instar des deux premiers opus, Tomb Raider 3 a bénéficié quelques mois après sa sortie d'une extension. Intitulée Tomb Raider 3 : Le Dernier Artefact, elle comporte six niveaux supplémentaires, disponibles uniquement sur la version Microsoft Windows et Mac OS du jeu.

### Version remastérisée
Un remaster du jeu par Aspyr intitulée Tomb Raider I–III Remastered est sorti le 14 février 2024.